# Tennis Channel Open 2001 - Qualificazioni doppio
Le qualificazioni del doppio  del Tennis Channel Open 2001 sono state un torneo di tennis preliminare per accedere alla fase finale della manifestazione. I vincitori dell'ultimo turno sono entrati di diritto nel tabellone principale. In caso di ritiro di uno o più giocatori aventi diritto a questi sono subentrati i lucky loser, ossia i giocatori che hanno perso nell'ultimo turno ma che avevano una classifica più alta rispetto agli altri partecipanti che avevano comunque perso nel turno finale.
Le qualificazioni del doppio del torneo Tennis Channel Open 2001 prevedevano 4 coppie partecipanti di cui una è entrata nel tabellone principale.

## Teste di serie
1. Lars Burgsmüller /  Dušan Vemić (Qualificati)

1. Harel Levy /  André Sá (primo turno)

## Tabellone

### Legenda
| - Q = Qualificato - WC = Wild card - LL = Lucky loser | - ALT = Alternate - SE = Special Exempt - PR = Protected Ranking | - w/o = Walkover - r = Ritirato - d = Squalificato |

|  | Primo turno | Primo turno                     | Primo turno                  | Primo turno | Primo turno |  |  | Ultimo turno | Ultimo turno                    | Ultimo turno                    | Ultimo turno | Ultimo turno |  |
|  |             |                                 |                              |             |             |  |  |              |                                 |                                 |              |              |  |
|  | 1           | Lars Burgsmüller Dušan Vemić    | Lars Burgsmüller Dušan Vemić | 6           | 6           |  |  |              |                                 |                                 |              |              |  |
|  |             | Nicolas Dubey Matt Klinger      | Nicolas Dubey Matt Klinger   | 4           | 4           |  |  | 1            | Lars Burgsmüller Dušan Vemić    | Lars Burgsmüller Dušan Vemić    | 6            | 6            |  |
|  |             | Hicham Arazi Paul-Henri Mathieu | 3                            | 6           | 7           |  |  |              | Hicham Arazi Paul-Henri Mathieu | Hicham Arazi Paul-Henri Mathieu | 3            | 2            |  |
|  | 2           | Harel Levy André Sá             | 6                            | 3           | 5           |  |  |              |                                 |                                 |              |              |  |